# Denis Papin

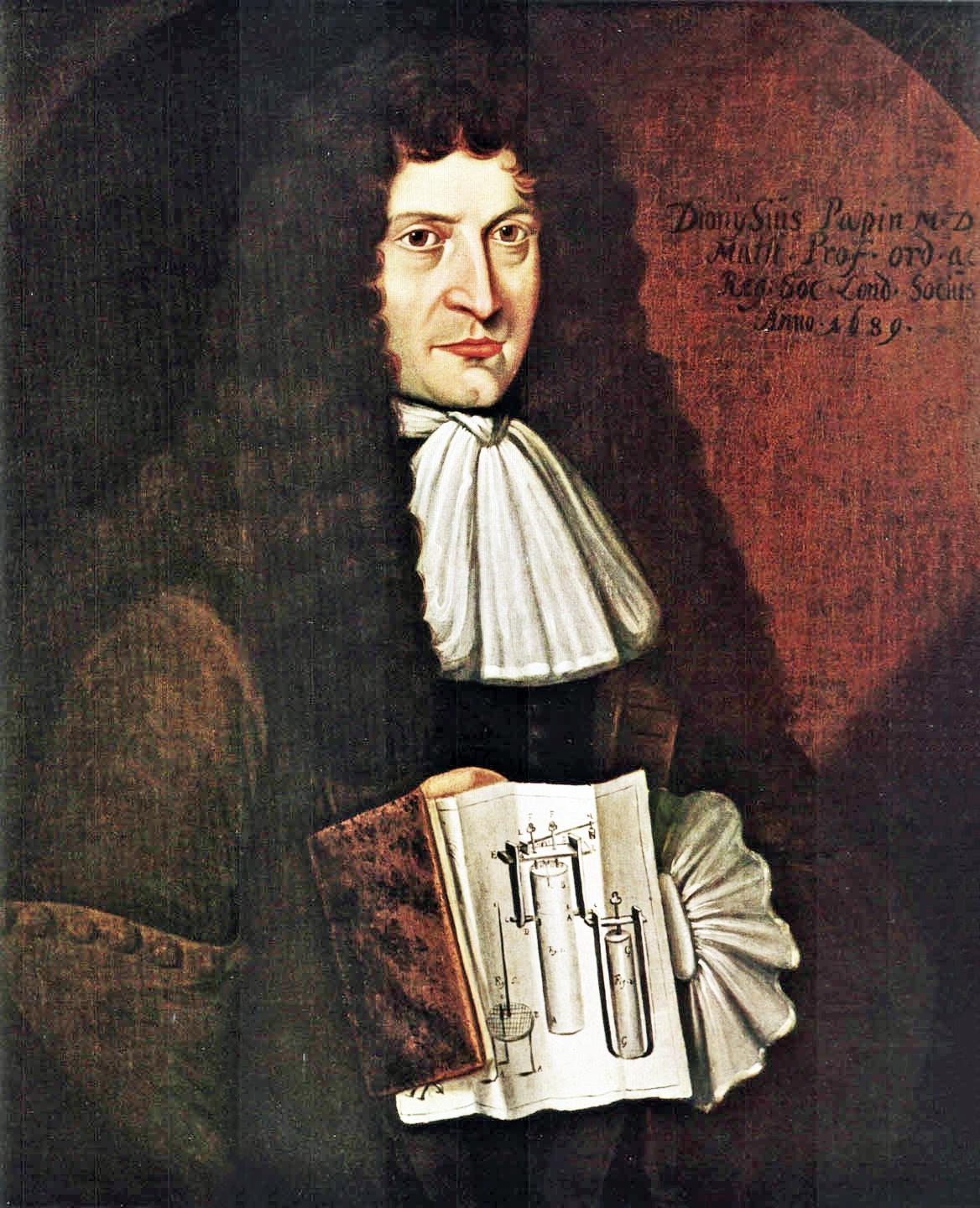
Denis Papin

Denis Papin (Blois, 22 de agosto de 1647 - 26 de agosto de 1713) fue un físico, guerrero e inventor francés.

## Biografía
Denis Papin nació en el centro de una familia protestante. Se sabe muy poco de su infancia y juventud pero como la educación en Blois estaba a cargo de los jesuitas se supone que fue allí donde recibió las primeras lecciones de Matemáticas. En 1660 o 1661 comenzó estudios de Medicina en Angers —según algunos en París— y ya doctor se trasladó a París para ejercer la Medicina ocupando sus ratos libres en estudios de Física.
Huygens se trasladó en 1670 a la corte de Luis XIV para presidir la Academia de las Ciencias francesa llamado por Colbert quien años antes, en 1666, la había fundado. Huygens tomó a su cargo dos ayudantes, Leibniz y Papin, este último al que pudo conocer en la universidad de Angers o, con más probabilidad, fue presentado a Huygens por la esposa de Colbert, natural de Blois y conocida por hacer uso de su influencia para ayudar a sus paisanos. Los dos ayudantes trabaron en aquel tiempo una amistad que se prolongaría el resto de sus vidas.
En 1674 Huygens dio a la imprenta de París Les nouvelles expériences sur le vide, avec la description des machines qui servent à les faire (Las nuevas experiencias con el vacío con la descripción de máquinas que sirven para lograrlo) trabajo que se publicó el año siguiente firmado por Huygens y Papin en las Transacciones Filosóficas en Londres. En dicho trabajo se modificaba la bomba de aire de Otto von Guericke trasformándola en un rudimentario «motor de explosión».

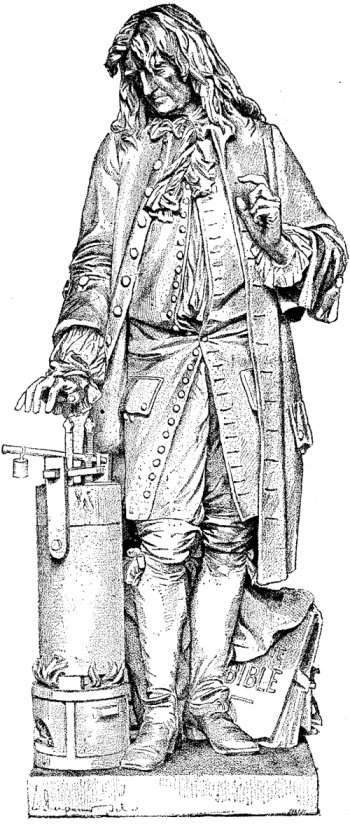
Denis Papin con su célebre marmita. Escultura en bronce de Aimé Millet (Scientific American Supplement, n.º 598, 18 de junio de 1887, Proyecto Gutenberg).

En la primavera de 1675 Papin abandonó Francia y se dirigió a Londres con una carta de recomendación de Huygens para Boyle. La política religiosa de Luis XIV —iniciada con la invasión de Holanda en 1672— que culminó con la revocación del Edicto de Nantes, promulgado en 1598 por Enrique IV y que garantizaba la protección de los protestantes franceses, impidió que Papin volviera a pisar suelo francés. Según Boyle, Papin se dirigió a Inglaterra para dedicarse a sus estudios favoritos sin embargo lo más probable es que se viera impelido al exilio aun antes de la revocación del Edicto por la creciente persecución religiosa que sufrían los protestantes.

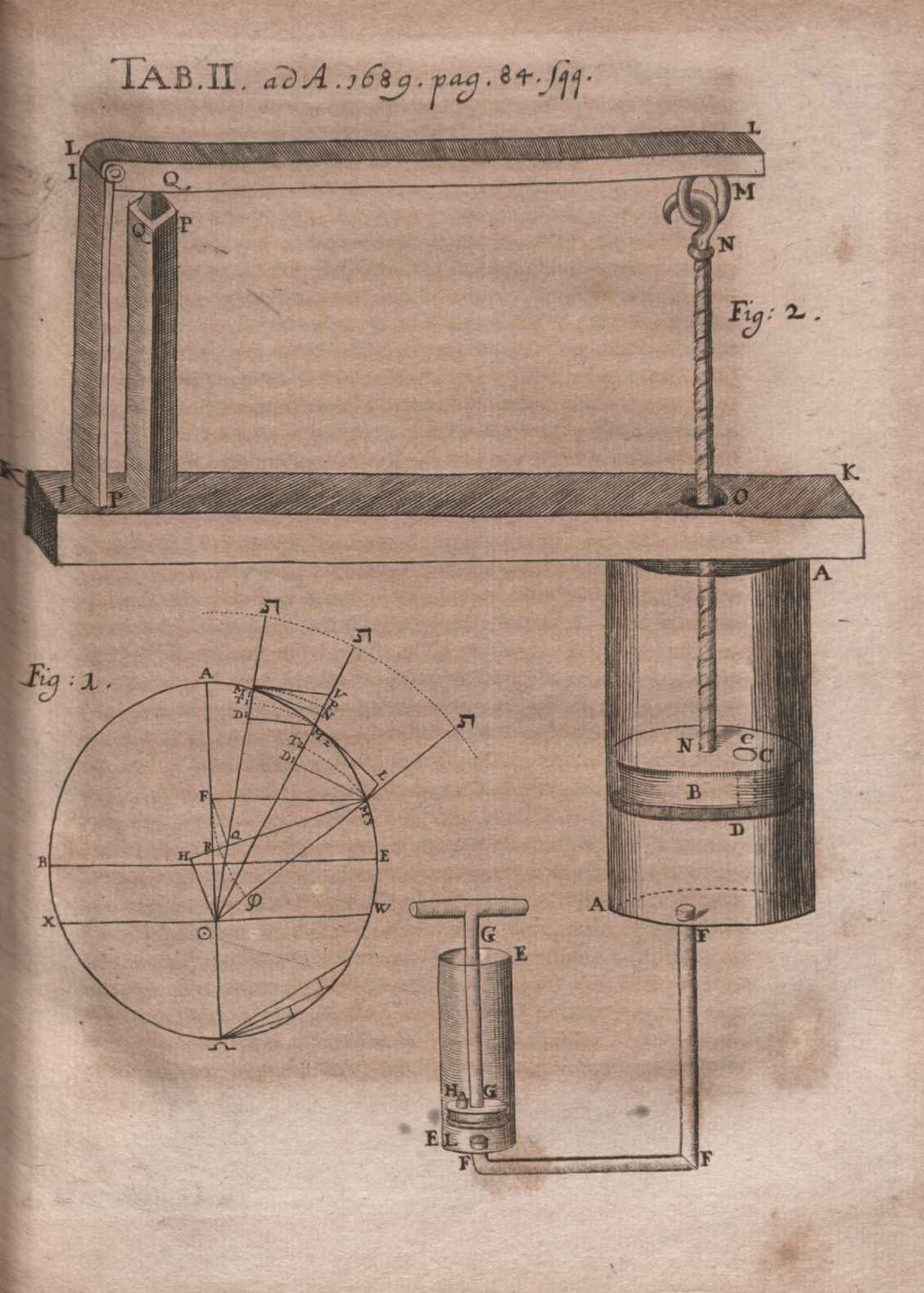
Ilustración desde Descriptio torcularis (Acta eruditorum, 1689)

A través de Boyle entró a trabajar como tutor en casa de un amigo de Oldenbourg, primer Secretario de la Royal Society. Los años siguientes trabajó primero en el laboratorio de Boyle en el desarrollo de un arma de aire comprimido y en el perfeccionamiento de la bomba de vacío y posteriormente a las órdenes de Hooke que había sucedido a Oldenbourg. El 16 de diciembre de 1680 fue elegido miembro de la Royal Society a instancia de Boyle y el año siguiente presentó ante dicha institución su marmita, la primera olla a presión, que incorporaba una válvula de seguridad, que si bien es probable que se utilizara con anterioridad con algún otro propósito fue Papin quien primero la empleó para controlar la presión del vapor.

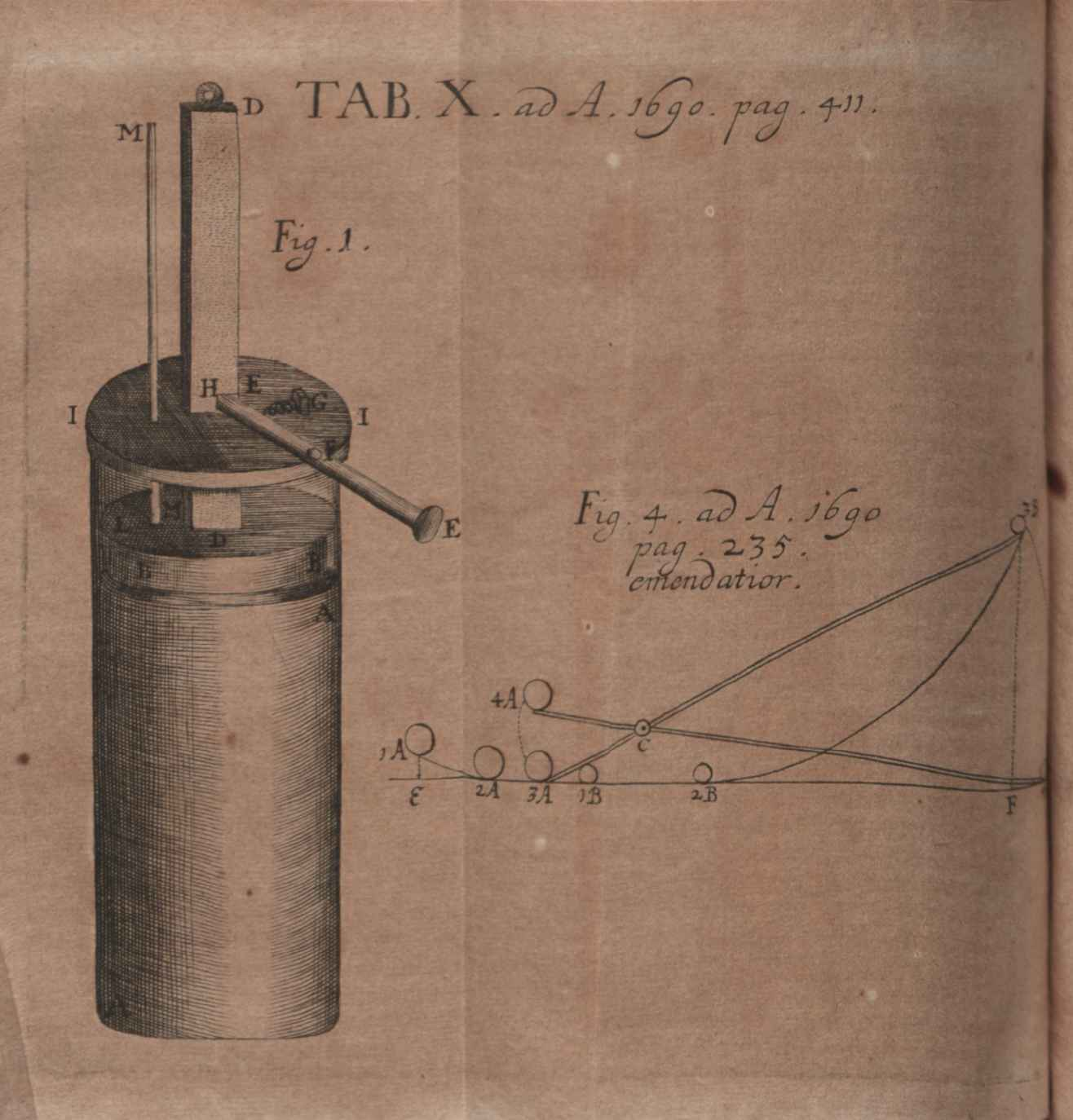
Ilustración desde Nova methodus ad vires motrices (Acta eruditorum, 1690)

En 1682 marchó a Italia para trabajar como Director de Experimentos en la Academia que a semejanza de la Royal Society había fundado Ambrose Sarotti en Venecia pero tras el fracaso de la aventura por problemas financieros retornó a Londres en 1684, de nuevo a la Royal Society. En 1687 presentó una de sus invenciones consistente en la transmisión neumática de la energía a grandes distancias sin embargo no quedó satisfecho con el resultado de sus experimentos y ese mismo año aceptó el cargo de profesor de Matemáticas en Marburg (Alemania) que le ofreció Carlos Augusto, Gran Conde [Landgraf, lat. Comes Magnus o Comes Principalis] de Hesse-Kassel, para el que trabajaría en Kassel unos años tras abandonar la enseñanza en 1695. Ese año publicó una recopilación de sus inventos De novis quibusdam machinis dedicando capítulos separados de la obra a distintos nobles alemanes con la perspectiva de conseguir fondos sin demasiado éxito.
Sus invenciones más importantes, además de la marmita, llegarían en la época que transcurrió en Alemania. Allí desarrolló para el Conde un submarino, una catapulta, una máquina para elevar el agua, y otras invenciones, sin embargo Carlos Augusto envuelto en guerras no andaba sobrado de fondos y no podía proporcionar a Papin el dinero necesario para sus gastos y tras cada demostración de un invento perdía el interés y volvía a sus asuntos.
En 1690 presentó su primera máquina de émbolo en la que sustituyó el explosivo utilizado por Huygens por vapor de agua para lograr mediante su condensación el «perfecto vacío» y en 1707 presentó su «Nueva manera de elevar el agua por la fuerza del fuego» en alusión al trabajo de Thomas Savery publicado en 1705 y que pretendía perfeccionar.
Permaneció en Alemania hasta 1707 cuando en contra de la opinión de Leibniz retornó a Inglaterra. Sin embargo la situación que se encontró allí era muy distinta de la de dos décadas antes. Boyle había fallecido y la presidencia de la Royal Society estaba ocupaba por Isaac Newton ante el cual su amistad con Leibniz no era la mejor carta de presentación.
La última noticia que se tiene de Papin es una carta escrita a Hans Sloane fechada el 23 de enero de 1712. Según algunas fuentes Papin pudo trasladarse con posterioridad a Alemania y fallecer allí entre 1714 y 1716 pero es dudoso que pudiera hacerse con el dinero necesario para costear el viaje de vuelta.

## Obra
- La manière d'amolir les os, et de faire cuire toutes sortes de viandes en fort peu de temps et à peu de frais; Avec une description de la Machine dont il se faut servir pour cet effet, ses propriétez & ses usages, confirmez par plusieurs Expériences. París, Estienne Michallet 1682. Descripción de la marmita.

### Máquina de vapor

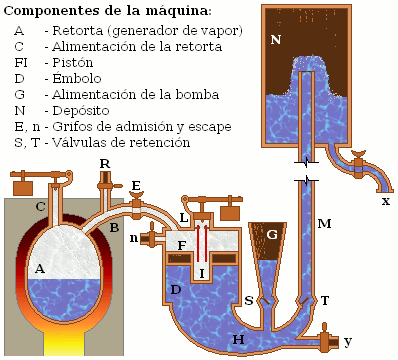
Máquina de vapor (1707).

Nouvelle manière pour lever l'eau par la force du feu. Kassel, Jacob Estienne, 1707.
El título de la publicación —Nueva manera de elevar el agua por medio del fuego— alude al trabajo publicado dos años antes por Thomas Savery.
Dimensiones generales de la máquina:
El generador de vapor (A) o «retorta» —como lo llama Papin por su parecido con el instrumento químico de ese nombre— tiene un diámetro máximo de 20 o 21″ (508 o 533,4 mm) y una altura de 26″ (660 mm) con un volumen total en torno a 150 litros. La retorta tiene un tubo (C) en la parte superior por el que se suministra el agua y que está durante la operación de la máquina cerrado por la válvula que permite, desplazando el peso, regular la presión del vapor en el interior de la retorta. Un segundo tubo comunica la retorta a través del grifo E con el cilindro.
El conjunto está encerrado en una obra de ladrillo que disminuye las pérdidas de calor. El aire caliente de la combustión se evacua por la parte superior del horno manteniendo caliente la retorta y el tubo (B) de alimentación de la bomba. La bomba tiene un diámetro de 20″ y una carrera de 16″ (406 mm) con lo que en cada embolada se desplazan 200 libras de agua (unos 90 litros). A través de G se introduce el agua de alimentación.
El pistón (F) es hueco para que flote en el agua y en su centro tiene un hueco cilíndrico (I) cuyo propósito es habilitar el espacio necesario para poder introducir unas barras de acero al rojo que mantengan el vapor caliente. Desde un punto de vista mecánico el pistón no es tal si no un mero separador de agua y vapor cuyo propósito es evitar la condensación del vapor de modo que el funcionamiento de la bomba no es esencialmente distinto de aquel descrito por Herón de Alejandría en el que el aire caliente presionaba la superficie libre del agua.
Funcionamiento
El ciclo de la máquina de dos etapas se controla mediante los grifos E y n y las válvulas automáticas S y T.
- Con los grifos cerrados y el pistón en el punto muerto superior se abre el grifo E (que hace las veces de válvula de admisión) impulsando el pistón en su carrera descendente y elevando el agua a través del tubo M (con la válvula T abierta) hasta el depósito elevado N.
- Alcanzado el punto muerto inferior se cierra el grifo E y se abre el grifo n para evacuar el vapor del cilindro. La válvula T se cierra por el peso de la columna de agua impidiendo el retorno de la misma y se abre la válvula S llenando la bomba de agua a través del conducto G.

El agua del depósito elevado puede utilizarse para mover una rueda (como en cualquier molino hidráulico) o bien para alimentar las fuentes del palacio.

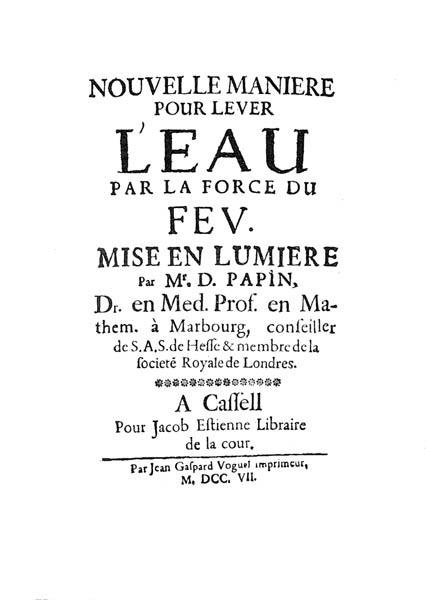
Nouvelle manière pour lever l'eau par la force du du feu (1707)

## Reconocimientos
- En 1885 Aimé Laussedat entonces director del Conservatorio de Artes y Oficios de París y miembro de la Academia de las Ciencias impulsó una suscripción nacional para erigir una estatua en honor de Papin. La obra en bronce realizada por el escultor Aimé Millet y situada en el Conservatorio fue inaugurada en 1887.
- Numerosas calles y plazas llevan su nombre en Francia.
- Centro Denis Papin de Oignies que aloja el museo viviente del ferrocarril (Le musée vivant du chemin de fer).

### Bibliográficas
- Robert H. Thurston, A History of the Growth of the Steam-Engine. Nueva York, D. Appleton and Company, 1878 .
- Denis Papin, Nouvelle manière pour lever l'eau par la force du feu. Kassel, Jacob Estienne, 1707. Bibliothèque nationale de France.